# RT-15
L'RT-15 (codice GRAU 8K96) è un missile balistico a medio raggio sviluppato e costruito in Unione Sovietica negli anni sessanta. Conosciuto in Occidente con il nome in codice NATO di SS-14 Scapegoat (anche: Scamp), rimase in servizio solo pochi anni e fu costruito in un numero estremamente limitato di esemplari.

## Storia

### Sviluppo
I lavori intorno ad un missile balistico a medio raggio con rampa di lancio mobile furono intrapresi dal KB Arsenal nel 1958. Lo sviluppo, tuttavia, fu ufficialmente autorizzato solo il 4 aprile di tre anni dopo, ed il primo lancio venne effettuato nel settembre 1965. Il nuovo missile, che ricevette il nome di RT-15, fu mostrato in pubblico per la prima volta durante una parata sulla Piazza Rossa nel novembre 1967, anche se l'intelligence occidentale aveva avuto modo di osservarne il cilindro di lancio già dal maggio di due anni prima.
Le prove del nuovo sistema d'arma vennero effettuate tra il 1966 ed il 1968. Al termine di queste, nonostante fossero state coronate da successo, il Ministero della Difesa decise di opporsi alla produzione in serie: la conseguenza fu la cancellazione del programma nel marzo 1970. Complessivamente, furono effettuati 10 lanci sperimentali e vennero schierati in tutto 30 esemplari operativi, tutti nelle regioni orientali dell'Unione Sovietica.
L'intelligence occidentale inizialmente identificò il missile con il nome in codice NATO di Scamp. Questa designazione, tuttavia, era riferita al cilindro di lancio, che era stato avvistato precedentemente. Il missile vero e proprio, osservato nella già citata parata a Mosca, fu chiamato invece Scapegoat. Solo successivamente si comprese che si trattava delle due componenti del medesimo sistema d'arma.

## Descrizione tecnica
Il missile RT-15 (RT-2P secondo altre fonti) era un sistema a rampa mobile lungo 11,93 metri e dal diametro di 1,49. Il peso al lancio raggiungeva i 16.000 kg. Si trattava di una sorta di evoluzione dell'SS-13 Savage, visto che in pratica era costituito dai due stadi superiori di questo. Entrambi gli stadi erano a propellente solido, con sistema di partenza a caldo. Il lancio avveniva da un cilindro della lunghezza di 12,7 metri, e dal diametro di 2,1. Tale cilindro veniva movimentato grazie ad uno scafo sviluppato partendo da un carro armato pesante.
La soluzione adottata per l'SS-14 permetteva di operare da strade semipreparate o anche in assenza di queste, rinunciando completamente ad installazioni permanenti per i siti di lancio: questi infatti, potevano essere predisposti in una giornata. Il tempo di reazione era compreso tra i due ed i dieci minuti (da venti a trenta in condizioni normali, subito dopo l'arrivo ed in assenza di preparazione preventiva del sito).
La gittata massima era nell'ordine dei 2.500-2.950 km, con una precisione (CEP) di 900 metri (fonti sovietiche) o 600-2.000 metri (fonti occidentali).
L'armamento era costituito da una singola testata nucleare del peso di 535 kg e dalla potenza di un megatone.